# Mark Takano
Mark Allan Takano (/təˈkɑːnoʊ/; sinh ngày 10 tháng 12 năm 1960) là một chính khách người Mỹ, từng là Dân biểu Hoa Kỳ cho khu vực quốc hội số 41 của California từ năm 2013. Là thành viên của Đảng Dân chủ, Takano đã phục vụ trong Hội đồng Quản trị của Trường Cao đẳng Cộng đồng Riverside từ năm 1990. Khi nhậm chức, Takano trở thành người đồng tính công khai đầu tiên  người gốc Á trong Quốc hội.

## Đầu đời, giáo dục và sự nghiệp học tập
Takano sinh năm 1960 tại Riverside, California. Gia đình ông đã được chuyển đến và thực tập từ California đến một "Trại Di dân Chiến tranh" trong Thế chiến II.  Ông là Sansei, tức là cháu trai của những người sinh ra ở Nhật Bản nhập cư vào Hoa Kỳ. Ông học tại trường trung học La Sierra ở Học khu Thống nhất Alvord, nơi ông tốt nghiệp với tư cách thủ khoa của lớp. Ở trường trung học, ông cũng tham gia Junior State of America, một tổ chức quốc gia do sinh viên điều hành, xoay quanh các cuộc tranh luận và sự tham gia của công dân trong giới trẻ, và được bầu làm Phó Thống đốc của Bang Nam California. Ông tốt nghiệp Đại học Harvard với bằng AB trong Chính phủ năm 1983. Sau đó, ông tốt nghiệp MFA về Viết sáng tạo cho Nghệ thuật Biểu diễn tại Đại học California, Riverside vào năm 2010.
Takano dạy văn học Anh trong các trường công lập trong hai mươi ba năm. Ông là thành viên của Đảng Cộng hòa từ khi học đại học, khi ông trở thành thành viên của Đảng Dân chủ. Năm 1990, ông được bầu vào Hội đồng Quản trị của Trường Cao đẳng Cộng đồng Riverside. Khi ở trong hội đồng quản trị, ông đã áp dụng một biện pháp cung cấp cho nhân viên của Trường Cao đẳng Cộng đồng Riverside các lợi ích đối tác trong nước.

## Đời tư
Takano làm vườn và nấu ăn. Mỗi năm, ông đều tụ họp với gia đình ở Riverside để làm một mẻ lớn sốt teriyaki theo công thức của gia đình.